# Callionymus bairdi
Callionymus bairdi is een  straalvinnige vissensoort uit de familie van pitvissen (Callionymidae). De wetenschappelijke naam van de soort is voor het eerst geldig gepubliceerd in 1888 door David Starr Jordan. De soort is genoemd naar professor Spencer Fullerton Baird.